# Sokolare
Sokolare (bulgariska: Соколаре) är ett distrikt i Bulgarien.   Det ligger i kommunen Obsjtina Bjala Slatina och regionen Vratsa, i den nordvästra delen av landet, 90 km nordost om huvudstaden Sofia.
Trakten runt Sokolare består till största delen av jordbruksmark. Runt Sokolare är det ganska glesbefolkat, med 45 invånare per kvadratkilometer.